# Uomo nero

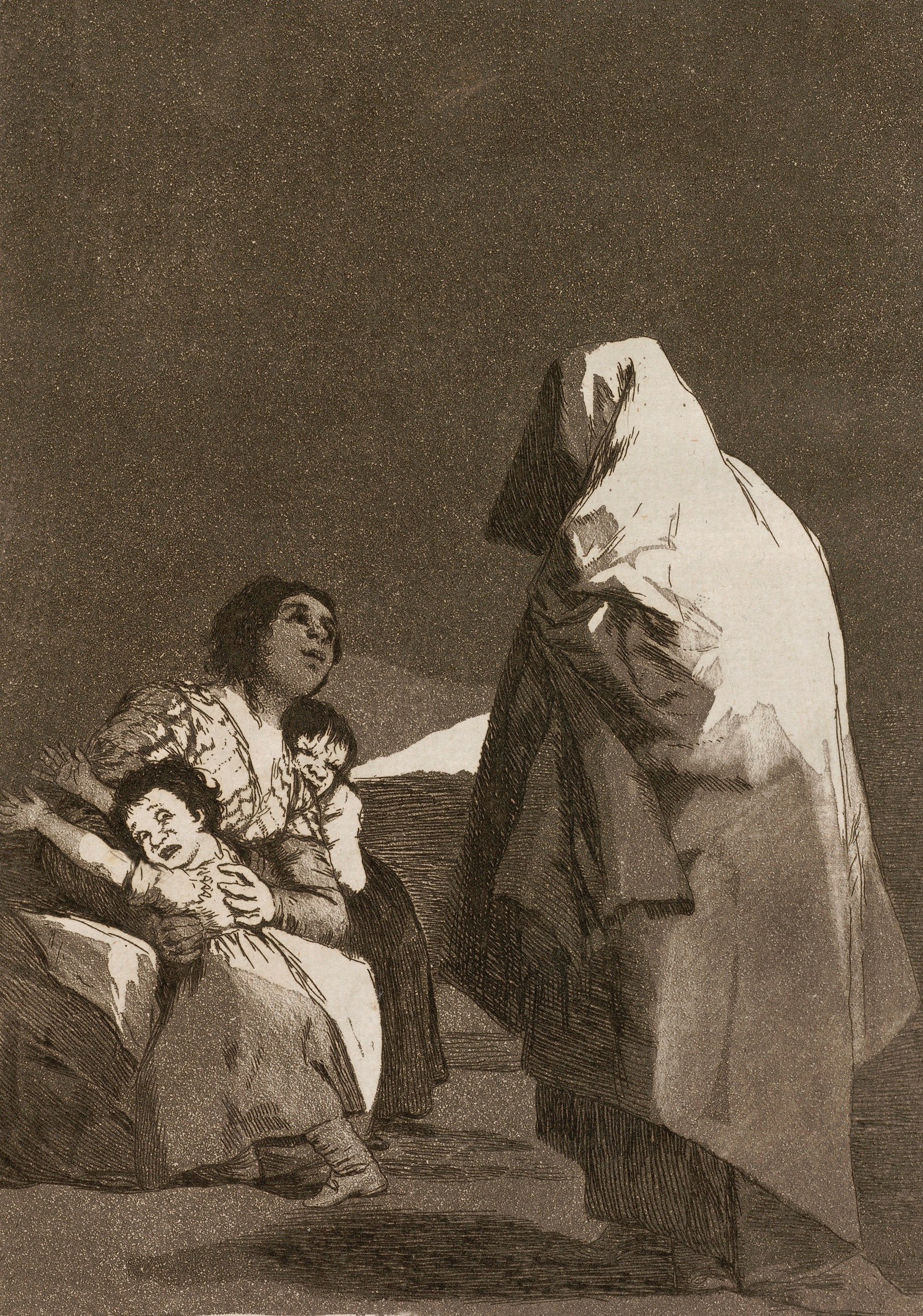
Que viene el Coco (Arriva l'Uomo Nero), acquatinta di Goya (1797).

L'uomo nero, spesso identificato con la figura del Babau (Maumau) in Italia, è una creatura leggendaria, un essere amorfo, cattivo e oscuro presente nella tradizione di vari paesi.
In Russia è noto come Buka, in Ungheria è noto come Mumus o Bubus, nell'area tedesca come Butzemann, negli Stati Uniti d'America è conosciuto come boogeyman (scritto anche bogeyman, boogyman o bogyman). Nei paesi ispanofoni tale figura è conosciuta col nome di El Coco. Nei paesi francofoni è invece noto come croquemitaine.

## Origine e etimologia

### Folclore italiano
L'uomo nero è un demone o uno spirito, ha l'aspetto di un uomo o di un fantasma ma nero, in alcune regioni, come la Valle d'Aosta, non ha gambe e dalla vita in giù sfuma in una punta. Tuttavia esso si manifesta anche in altre forme in base a come vuole catturare la propria vittima. Fino al XX secolo la sua figura veniva accennata ai bambini che alla sera non volevano dormire; li si minacciava, infatti, di chiamare l'uomo nero nel caso non avessero chiuso gli occhi e non si fossero addormentati come i genitori volevano. Come la maggior parte delle creature oscure, legate alle tenebre, l'uomo nero teme la luce a cui è vulnerabile e non può accedere ai luoghi dove essa regna, i bambini hanno spesso l'abitudine di tenere una luce accesa in camera quando dormono proprio per tenerlo lontano fino a quando non arriva la luce del giorno.
Nel Meridione ed in particolare nel centro e nel nord della Puglia è spesso usato invece "vecchio col sacco", un fantasma con i compiti simili al tradizionale uomo nero, mentre nel sud della Puglia l'uomo nero è identificato con il nome di  mamau . In Sardegna è noto come mommottu, mommotti o anche bobotti, forse legato alla figura tradizionale dei Mamuthones.
In Lombardia, in particolare a Milano e a Pavia l'uomo nero ha l'aspetto di un fantasma nero con tratti umani, con la peculiarità di possedere delle piccole corna al capo simili a quelle di una capra ma rivolte in avanti.

### Filastrocche
Ninna nanna, ninna oh,
questo bimbo a chi lo do?
Lo darò alla Befana
che lo tiene una settimana.
Lo darò all'Uomo Nero
che lo tiene un anno intero.
Lo darò all'Uomo Bianco
che lo tiene finché è stanco.
Lo darò al Saggio Folletto
che lo renda Uomo perfetto!
Ninna nanna, ninna oh,
questo bimbo a chi lo do?
Se lo do alla Befana,
se lo tiene una settimana.
Se lo do all'uomo nero,
se lo tiene un anno intero.
Se lo do al Bambin Gesù,
se lo tiene e non ce lo dà più.
Ninna nanna, ninna oh,
questo bimbo a chi lo do?
Se lo do alla Befana,
se lo tiene una settimana.
Se lo do all'uomo nero,
se lo tiene un anno intero.
Se lo do al gatto mammone
me lo mangia in un boccone.
Ninna nanna, ninna oh,
questo bimbo a chi lo do?
Ninna nanna, ninna oh,
questo bimbo lo terrò.
Ninna nanna, ninna oh,
questo bimbo a chi lo do?
Lo do all'uomo nero
che lo tiene un anno intero.
Lo do al diavoletto
che lo tiene un mesetto.
Lo do al nonno
che gli fa fare un bel sonno.
Lo do al principino
che gli fa fare un sonnellino.
Lo do a paperino
che gli regala un cappellino.
Ninna nanna ninna oh
questo bel bimbo a chi lo do
lo darò all'uomo nero
che lo tiene un mese intero.
Ninna nanna ninna oh
questo bel bimbo a chi lo do
lo darò alla befana
che lo tiene una settimana.
Ninna nanna ninna oh
questo bel bimbo a chi lo do
lo darò alla regina
che lo tiene una mattina.
Ninna nanna ninna oh,
Questo bimbo a chi lo do?
Lo darò alla Befana che lo tiene una settimana, lo darò all'uomo nero che lo tiene un giorno intero, lo darò alla sua mamma che gli canta una ninna nanna.

### Folclore americano
Per spaventare i bambini e impedire loro di fare azioni avventate e non alzarsi per girovagare durante la notte, i genitori parlavano loro del Boogeyman. Numerose sono le canzoncine presenti negli Stati Uniti in merito a questo personaggio degli incubi.
Il nome Boogeyman deriva, probabilmente, dalla parola inglese Bogman usata per indicare uomini che, banditi dalle loro comunità erano costretti a rifugiarsi nelle torbiere, territori paludosi non reclamati da nessuno, in inglese Bogs. Tali terreni, molto diffusi in Inghilterra, sono invece alquanto rari negli Stati Uniti, soprattutto nelle colonie originali, pertanto l'espressione cessò di essere comprensibile e si deformò in Boogeyman.
Un'altra interpretazione la fa derivare dai bogie, spiriti meschini che vivrebbero nell'ombra. Tali creature possono trovarsi nei granai, nelle cantine e in tutti quei luoghi polverosi dove la gente tiene le cose di cui non intende liberarsi.

### Folclore ispanico
Diffuso in New Mexico, Colorado, America Latina e Spagna, l'uomo nero (o meglio ancora El Coco) è raffigurato come uno spirito antropomorfo con una testa di zucca ed interessato a rapire i bambini disubbidienti.
Il nome Coco è derivabile dalla parola spagnola coco (testa).
La parola coco, tuttavia indica anche il cocco: si dice che tale omonimia sia attribuibile ai marinai di Vasco da Gama, ai quali tale frutto esotico ricordava la fantomatica creatura leggendaria.

### Folclore germanico
Il Butzemann della tradizione tedesca è simile a un coboldo. Un'altra figura importante del folclore germanico è il Krampus. I Krampus sono diavoli che accompagnano San Nicola nella sfilata di Natale nell'area di lingua tedesca (Austria, Baviera, Slovacchia, Repubblica Ceca, Slovenia, Ungheria, alcune parti della Croazia e Liechtenstein). Secondo la tradizione, San Nicola ha addomesticato i Krampus e li ha resi suoi servitori; al tempo stesso però i Krampus circolano con una frusta e un sacco, con il quale sono pronti a catturare e rapire i bambini cattivi. Per questo motivo anche fuori dal tempo di Avvento, i genitori solevano minacciare il bambino disubbidiente che rischiava di farsi rapire da un Krampus.

### Folclore francese e francofono
Il Croquemitaine (lett. "mangiaguanti") è una figura maligna dai tratti somatici non definiti, che mangia il naso e le mani congelandole con il freddo. L'espressione Croquemitaine risale all'inizio dell'Ottocento: Collin de Plancy vi consacra un articolo nel suo Dictionnaire infernal (1818), con un rinvio alla voce Babau. Babau (o Babaou, barbaou, barbeu) è il nome usato ancora oggi in molte regioni della Francia, mentre in Canada si usa più Babou. Collin de Plancy lo descrive come "una specie di orco o di fantasma con cui le nutrici del Sud della Francia minacciano i bambini piccoli, così come le nutrici di Parigi spaventano i bambini con il Croquemitaine". A differenza di altre figure, come il Père Fouettard che accompagna San Nicola a Natale frustando i bambini cattivi, il Croquemitaine e il Babau non sono strettamente associati al Natale e non si limitano a frustare. Invece, scrive Collin de Plancy "mangiano i bambini cattivi con l'insalata". Il folclore francese ha numerose denominazioni per questa figura. In Guascogna si parla del came-cruse (o cama crusa, gamba cruda) descritto come una gamba nuda con un occhio sul ginocchio. In altre regioni i nomi sono davvero disparati: le bonhomme au sac (l'uomo col sacco), l'homme aux dents rouges (l'uomo dai denti rossi), mentre in Alsazia si usava dire lo Svedese ("der Schwed"), probabile memoria della Guerra dei Trent'anni. Altre figure sono particolarmente legate ai pericoli lungo i corsi d'acqua e i pozzi: Marie Grouette e Mère Tire-Bras (madre che tira per le braccia) strattonavano l'una nel fiume, l'altra nel pozzo i bambini che si sporgevano troppo.

## Influenza culturale
Come personaggio appare in diversi romanzi, racconti e film.

### Filmografia
- "L'uomo ombra" della serie Ai confini della realtà (1985)
- Boogeyman - L'uomo nero di Stephen Kay (2005), prodotto da Sam Raimi.
- Boogeyman 2 - Il ritorno dell'uomo nero di Jeff Betancourt (2007), prodotto da Sam Raimi.
- Boogeyman 3 di Gary Jones (2009), prodotto da Sam Raimi.
- Le 5 leggende di Peter Ramsey, tratto dalle opere di William Joyce (2012).
- Sinister di Scott Derrickson (2012).
- Boogeyman - La leggenda dell'uomo nero di Jeffery Scott Lando (2012) - FilmTV.
- L'uomo nero di Flavio Sciolè (2015) cortometraggio.
- Cucuy: The Boogeyman di Peter Sullivan (2018).
- Babadook di Jennifer Kent (2014).

### Altro
- Nella traduzione italiana di Lo Hobbit ad opera di Elena Conte i troll sono resi come "uomini neri".
- Un wrestler, Marty Wright, ha lottato col nome di Boogeyman, rifacendosi al personaggio.
- L’uomo nero è come viene chiamato John Wick.
- Uomo Nero era anche uno dei soprannomi del serial killer americano Albert Fish.
- L'antagonista della serie di film Halloween, l'assassino Michael Myers, viene spesso definito come l'Uomo Nero, l'Ombra della Strega, l'Ombra, l'Anticristo o il Demonio.
- L'assassino Freddy Krueger della saga di Nightmare è ispirato all'Uomo Nero.
- I Boogeyman appaiono nel videogioco Silent Hill: Homecoming, nel quale rivestono il ruolo di Pyramid Head.
- Il Boogeyman appare inoltre nel videogioco Silent Hill: Downpour, il capitolo successivo ad Homecoming, nel quale ha un aspetto differente da quello di Pyramid Head e dove rappresenta quello che in psicologia si chiama errore fondamentale di attribuzione.
- L'Uomo Nero è stato d'ispirazione per la creazione della creepypasta dello Slenderman.
- L'Uomo Nero ha ispirato il Pokémon Darkrai, abitando infatti nei sogni delle persone.
- Chiamato Bugaboo in Shin Megami Tensei: Strange Journey è uno dei personaggi principali della trama, insieme a Jimenez come uno dei rappresentanti della fazione Chaos.
- Il racconto Il Baubau, scritto da Stephen King e contenuto nella raccolta A volte ritornano, narra di un uomo che racconta al suo psicologo di come i suoi tre figli siano stati uccisi dall'Uomo Nero.
- L'Uomo Nero è anche l'antagonista principale del videogioco indie horror giapponese The Boogie Man, sviluppato da Uri con WOLF RPG Editor.
- L'antagonista del film Nightmare Before Christmas, Baubau, è chiamato in originale "Oogie Boogie Man", una fusione tra Boogie-woogie e Bogeyman. È rappresentato come un sacco di iuta pieno di insetti con la passione del gioco d'azzardo.
- Il gruppo Hard Rock australiano AC/DC ha scritto una canzone chiamata "Boogie Man" contenuta nell'album Ballbreaker del 1995.
- Il Boogeyman appare anche nei video della virtual band musicale Gorillaz, in particolare nell'album Plastic Beach.
- L'uomo nero viene citato dal cantante italiano Luciano Ligabue nel brano Quando mi vieni a prendere, presente nell'album Arrivederci, mostro!.
- La versione ispanica dell'Uomo nero, El Coco, è presente nel romanzo horror di Stephen King The Outsider del 2018.
- "Le Croque-Mitaine" è anche il titolo di una canzone dei Magoyond, dall'album Kryptshow (2019)
- L'uomo nero è la figura centrale del libro La Psichiatra di Wulf Dorn del 2009.
- Durante il 2º episodio della seconda stagione di Drag Race España la concorrente Diamante Merybrown ha sfilato in passerella portando un look ispirato a El Coco.